# Chaetonotus trilineatus
Chaetonotus trilineatus is een buikharige uit de familie Chaetonotidae. De wetenschappelijke naam van de soort werd in 1937 voor het eerst geldig gepubliceerd door Valkanov. De soort wordt in het ondergeslacht Hystricochaetonotus geplaatst.